# Orret
Orret – miejscowość i gmina we Francji, w regionie Burgundia-Franche-Comté, w departamencie Côte-d’Or. Przez miejscowość przepływa Sekwana. 
Według danych na rok 1990 gminę zamieszkiwały 32 osoby, a gęstość zaludnienia wynosiła 3 osoby/km² (wśród 2044 gmin Burgundii Orret plasuje się na 878. miejscu pod względem liczby ludności, natomiast pod względem powierzchni na miejscu 884.).